# Королевская милость (фильм, 1995)
«Короле́вская ми́лость» (англ. Restoration), также известны русскоязычные переводы под названиями «Возвраще́ние» и «Реставра́ция» — костюмированный исторический кинофильм по роману Роуз Тремейн о периоде британской истории, известном как Реставрация Стюартов (или просто Реставрация), показанном через историю жизни вымышленного персонажа — чумного доктора Роберта Меривелла.
В 1998 году фильм выпускался на видео российским дистрибьютором «Премьер Видео Фильм». В 2001 году вышел диск на DVD (5 зона).
В 2005 году книга Роуз Тремейн была переведена на русский язык и опубликована под названием «Реставрация».

## Сюжет
Действие происходит в эпоху Реставрации, то есть во время поворота Англии середины XVII века в католическо-феодальное русло, самодурство королей и феодальных прихотей вельмож. Среди этих высокопосаженных лиц мелькает фигура медика Роберта Меривела (Роберт Дауни-мл.), избранного королём Карлом II (Сэм Нилл) на роль мужа его любовницы Селии и ветеринара его кудрявой спаниельки.
Вместе с красавицей женой и собакой вчерашний студент-медик получает имение, штат прислуги и немалое содержание. Но король ставит жёсткое условие: «Никакой близости — ты только хранитель», а Роберт, с первого взгляда влюбившийся в Селию, несмотря на её сопротивление, всеми силами пытается нарушить этот запрет, плетёт интриги и в результате оказывается лишён имения и милости короля и вынужден вновь заняться своим ремеслом.
Эскулап покидает двор и направляется в приют для умалишённых, который курирует его университетский друг Джон Пирс (Дэвид Тьюлис), где встречает бедную ирландку Кэтрин (Мэг Райан). Чудесным образом излечённая, она беременеет от Меривела и затем рожает дочь Маргариту, но сама умирает при родах.
Наступает 1665 год. Лондон, объятый чумой, нуждается во врачах класса Меривела, и он возвращается к своему прежнему ремеслу, становится чумным доктором и спасает тысячи жизней.
Едва не потеряв единственную дочь во время катастрофического Лондонского пожара 1666 года, Роберт проявляет такую самоотверженность, что удостаивается всеобщего внимания. А исцеление им любовницы Карла II, формально — его жены, наконец, возвращает ему долгожданную «королевскую милость».

## В ролях
| Актёр            | Роль                                                           |
| ---------------- | -------------------------------------------------------------- |
| Роберт Дауни-мл. | врач, придворный ветеринар, затем чумной доктор Роберт Меривел |
| Сэм Нилл         | король Англии Карл II                                          |
| Полли Уокер      | Селия Клеменс любовница короля и возлюбленная Меривела         |
| Мег Райан        | Кэтрин любовница Меривела, спасённая им                        |

| Актёр            | Роль          |
| ---------------- | ------------- |
| Бенджамин Уитроу | отец Меривела |
| Дэвид Тьюлис     | Джон Пирс     |
| Хью Грант        | Элайс Финн    |
| Иэн Маккеллен    | Уилл Гейтс    |

## Создатели
- Режиссёр: Майкл Хоффман
- Продюсер: Сара Блэк, Кэри Брокоу, Энди Петерсен
- Сценарист: Руперт Уолтерс
- Автор книги: Роуз Тремейн
- Композитор: Джеймс Ньютон Ховард
- Оператор: Оливер Стэплтон
- Монтаж: Гарт Крейвен
- Художник-постановщик: Эудженио Дзанетти
- Художник по костюмам: Джеймс Эчесон

## Награды
- 1996 — Оскар — «Лучшая работа художника-постановщика» — Эудженио Дзанетти
- 1996 — Оскар — «Лучшая работа художника по костюмам» — Джеймс Эчесон

Также в 1996 году фильм был номинирован на премию BAFTA за лучшие костюмы и на Золотого медведя Берлинского кинофестиваля.